# Voo Pinnacle Airlines 3701
 Em 14 de outubro de 2004, o voo 3701 da Pinnacle Airlines (ICAO: FLG3701, IATA: 9E3701 ou Flagship 3701) se acidentou durante um voo entre o Aeroporto Nacional de Little Rock, em Little Rock, Arkansas, e o Aeroporto Internacional de Minneapolis – Saint Paul, em Minnesota. Nenhum passageiro estava a bordo. Ambos os pilotos morreram. Investigadores determinaram que o acidente ocorreu devido ao comportamento não profissional dos pilotos e ao desrespeito ao treinamento e procedimentos padrões.

## Aeronave e tripulação
O voo 3701 da Pinnacle Airlines (operando sob a bandeira Northwest Airlink) foi um voo de reposicionamento de um Bombardier CRJ-200, com 50 assentos vazios (matrícula N8396A). A aeronave foi construída em 2000 e acumulou 10.168 horas de voo e completou 9.613 ciclos de voo no momento do acidente.
No dia 14 de outubro de 2004, uma outra tripulação da Pinnacle Airlines estava programada para voar a aeronave do incidente entre o aeroporto nacional Little Rock e o Aeroporto Internacional de Minneapolis – Saint Paul. No entanto, a tripulação recebeu uma mensagem de erro ao tentar decolar e abortou a decolagem. A Pinnacle Airlines enviou equipes de manutenção para Little Rock para resolver o problema. O problema foi identificado e corrigido. Como a aeronave era necessária em Minneapolis na manhã seguinte, o voo 3701 foi agendado para a noite como um voo de reposicionamento, para levar o avião de Little Rock para Minneapolis.
As únicas pessoas a bordo do voo 3701 eram os dois pilotos: o comandante Jesse Rhodes e o primeiro oficial Peter Cesarz. Cesarz treinou na Gulfstream Academy e Rhodes na Universidade Embry Riddle, ambas na Flórida. Ambos os pilotos voaram para a Gulfstream International Airlines antes de serem contratados pela Pinnacle Airlines.

## Acidente
O voo 3701 partiu de Little Rock às 02:21 UTC. O plano de voo de Little Rock para Minneapolis indicava uma altitude de cruzeiro planejada de 33.000 pés (10.000 m). Após a decolagem de Little Rock, o avião teve mudanças bruscas na atitude da aeronave várias vezes durante sua trajetória subida, atingindo brevemente uma razão de subida de 10.000 pés por minuto.
Às 02:35 UTC, o voo 3701 solicitou autorização para subir para 41.000 pés (12.000 m), a altitude operacional máxima da série CRJ da Bombardier. A autorização foi concedida pelo controlador de tráfego aéreo às 02:36 UTC, e o avião subiu para sua nova altitude de cruzeiro logo depois. Às 02:54 UTC, os pilotos começaram a lutar com o controle de seu avião. Ambos os motores perderam força e o vibrador do manche alertou os pilotos de um estol iminente. Os pilotos declararam emergência e desceram, recuperando temporariamente o controle de sua aeronave a 34.000 pés.
Os pilotos tentaram religar os motores, mas não conseguiram. Às 03:09 UTC, o voo 3701 pediu ao controlador de voo que os encaminhasse ao aeroporto mais próximo para um pouso de emergência e o controlador de plantão os direcionou ao Aeroporto Memorial de Jefferson City, em Jefferson City, Missouri. Às 03:14 UTC, os pilotos perceberam que não iam chegar ao aeroporto e começaram a procurar uma estrada ou rodovia para aterrissar.
Aproximadamente às 03:15 UTC, o avião caiu nos arredores de Jefferson City. Os dois membros da tripulação morreram. Não houve vítimas no chão.

## Investigação
A investigação do acidente concentrou-se principalmente nas informações contidas no gravador de dados de voo e no gravador de voz da cabine. Esta é a versão oficial dos eventos, conforme determinado por essa investigação.
Os investigadores determinaram que os dois pilotos estavam explorando os limites de desempenho do CRJ-200 vazio durante o voo. Os pilotos decidiram testar os limites do CRJ para ingressarem no "clube 410", referindo-se aos pilotos que levaram os CRJs até sua altitude máxima certificada de 41.000 pés (12.000 metros).
A sequência do acidente começou quando os pilotos realizaram várias manobras não padronizadas a 15 000 pés (4 600 m), incluindo uma subida acentuada de 2,3 g (23 m/s²) que induziu a um aviso de estol. Eles colocaram o piloto automático para subir a uma razão de 500 pés por minuto ao nível de voo 410. Isso excedeu a taxa de subida recomendada pelo fabricante em altitudes acima do do nível de voo 380. Na tentativa de alcançar o nível de voo 410, o avião foi inclinado para cima com uma força acima de 1,2 g e o ângulo de ataque tornou-se excessivo para manter a taxa de subida na atmosfera superior mais rarefeita. Depois de atingir o FL410, o avião estava navegando a 150 nós (280 km/h), pouco acima da velocidade de estol, e sobrecarregou os motores.
Os dispositivos anti-estol foram ativados enquanto eles estavam na altitude desejada, mas os pilotos ignoraram o comando automático de baixar o nariz do avião que aumentaria a velocidade para impedir o estol. Após quatro ignoradas, os dois motores apagaram e desligaram. O avião então parou e os pilotos se recuperaram do estol no nível de voo 380, enquanto ainda não tinham potência nos motores. Nessa altitude, havia seis aeroportos ao alcance de um pouso forçado. Isso levou os pilotos a inclinar o nariz para baixo na tentativa de religar os motores, o que requer um mergulho acentuado o suficiente para atingir os necessários 300 nós (560 km/h)  para um acionamento do motor através da força do vento, para fazer com que as pás na turbina dos motores atingissem 10% de N2 (velocidade de rotação da turbina). O comandante não tomou as medidas necessárias para garantir que o primeiro oficial atingisse os 300 nós (560 km/h) de velocidade necessários para o procedimento de reacionamento do motor através da força do vento e, em seguida, não demonstrou autoridade de comando, não assumindo o controle do avião e não acelerando-o até, pelo menos, essa velocidade.
As pás da turbina expandiram-se, entrando em contato com as vedações e permitindo que o metal se juntasse devido ao superaquecimento do motor, zerando a sua rotação. Quando o motor é desligado em altitude, o núcleo começa a esfriar e o estator, incluindo a vedação do estágio intermediário (ISS), contrai-se a uma taxa mais rápida do que as peças rotativas adjacentes, tanto na direção radial quanto na axial, devido à sua menor constante térmica em relação ao tempo. As taxas relativas de resfriamento do estator e do rotor resultam em um alinhamento das bordas de vedação rotativas atrás da posição normal da ranhura de vedação estática. Se as folgas forem suficientemente apertadas e as taxas de resfriamento relativas estiverem corretas, poderá ocorrer contato entre os elementos de vedação estático e rotativo. A aderência resultante pode impedir temporariamente que o rotor gire quando apenas a força do ar de impacto é aplicada ao motor. O torque do acionador de partida da turbina a ar (ATS) mostrou-se adequado para superar essa restrição. Assim, quando o motor esfriou, o conjunto perdeu seu alinhamento e as lâminas não podiam mais girar livremente. A tripulação terminou a descida quando atingiu 230 nós (430 km/h), mas nenhum dos núcleos do motor (N2) jamais indicou rotação durante toda a descida. Como eles estavam muito altos para dar partida na APU, o gerador eólico RAT, conhecido como "gerador movido a ar" nos produtos Bombardier) foi utilizado para fornecer energia elétrica à aeronave e a tripulação usou máscaras de oxigênio enquanto a cabine despressurizava lentamente devido à perda de ar de pressurização dos motores.
A tripulação planou por vários minutos e tentou religar os motores usando a APU a 13.000 pés (4.000 m). Isso foi novamente mal sucedido. Eles, então, declararam ao Controle de Tráfego Aéreo (ATC) que tinham um apagamento de um motor. Nesse ponto, eles tinham quatro aeroportos de alternativa à sua disposição. Eles perderam altitude considerável enquanto continuavam sem êxito tentando reiniciar o motor esquerdo (duas vezes) e o motor direito (duas vezes) por mais de 14 minutos, usando o procedimento de reacionamento de emergência. Apesar de suas quatro tentativas de reacionamento com auxílio da APU, os pilotos não conseguiram reiniciar os motores porque seus eixos estavam emperrados. Sem rotação do núcleo, não foi possível recuperar a falha dupla do motor. Nesse ponto, os pilotos finalmente declararam ao ATC que haviam realmente perdido os dois motores.
O NTSB também determinou, a partir das informações do gravador de dados de voo, que a turbina do motor direito (turbofan General Electric CF34-3B1) estava operando a 300 °C acima da temperatura máxima da linha vermelha de 900 °C a 41.000 pés.O motor esquerdo ficou 100 °C abaixo da linha vermelha.
Em 9 de janeiro de 2007, o NTSB emitiu seu relatório final sobre o voo 3701. Em seu relatório, o NTSB concluiu que as causas prováveis do acidente foram:
1. O comportamento não profissional dos pilotos, desvio dos procedimentos operacionais padrões e falta de airmanship;
2. A falha dos pilotos em se preparar para um pouso de emergência em tempo hábil, incluindo a comunicação com os controladores de tráfego aéreo imediatamente após a emergência sobre a perda de ambos os motores e a disponibilidade dos locais de pouso; e
3. O gerenciamento inadequado dos pilotos da lista de verificação de falha de motor duplo.[2]

## Consequências
A Pinnacle Airlines restringiu seus voos a uma altitude máxima de 37.000 pés. Ela também mudou seu programa de treinamento para incluir operações em altitudes altas nos treinamentos iniciais e em simuladores. Além disso, cada tripulação é levada no simulador até o nível de voo 410 e mostrada o que o avião fez no voo noturno 3701 que caiu.
Thomas Palmer, ex-gerente do programa de treinamento da Pinnacle, disse sobre o acidente: "É inacreditável que uma tripulação profissional se comporte dessa maneira".
Um mês após o acidente do voo 3701, outro CRJ-200, o voo 5210 da China Eastern Airlines, caiu devido a razões não relacionadas.

## Mídia
Este acidente é apresentado no livro 4 do Darwin Awards.